# Хитачиомија
Хитачиомија (јап. 常陸大宮市) град је у Јапану у префектури Ибараки. Према попису становништва из 2015. у граду је живело 42.438 становника.

## Становништво
Према подацима са пописа, у граду је 2015. године живело 42.438 становника.

## Саобраћај

### Путеви

#### Национални путеви
- Национални пут Јапана 118
- Национални пут Јапана 123
- Национални пут Јапана 293

#### Главни путеви префектуре
- Пут Ибараки префектуре 12
- Пут Ибараки префектуре 21
- Пут Ибараки префектуре 29
- Пут Ибараки префектуре 32
- Пут Ибараки префектуре 39
- Пут Ибараки префектуре 61
- Пут Ибараки префектуре 62

#### Локални путеви префектуре
- Пут Ибараки префектуре 102
- Пут Ибараки префектуре 161
- Пут Ибараки префектуре 163
- Пут Ибараки префектуре 164
- Пут Ибараки префектуре 165
- Пут Ибараки префектуре 167
- Пут Ибараки префектуре 168
- Пут Ибараки префектуре 212
- Пут Ибараки префектуре 234
- Пут Ибараки префектуре 249
- Пут Ибараки префектуре 287
- Пут Ибараки префектуре 291
- Пут Ибараки префектуре 318
- Пут Ибараки префектуре 320
- Пут Ибараки префектуре 321
- Пут Ибараки префектуре 322